# Майи, Франсуа де
Франсуа де Майи (фр. François de Mailly; 4 марта 1658, Париж, королевство Франция — 13 сентября 1721, Сен-Тьерри, королевство Франция) — французский кардинал. Архиепископ Арля с 7 апреля 1697 по 1 декабря 1710. Архиепископ Реймса с 1 декабря 1710 по 13 сентября 1721. Кардинал-священник с 29 ноября 1719.

## Биография
Родился в 1658 году в знатной пикардийской семье, его отцом был Луи-Шарль Майи, маркиз Несле и Монкравеля. Учился в Сорбонне, где получил докторскую степень по юриспруденции, по окончании учёбы был рукоположен в священники. В 1693 году был назначен аббатом-коммендатором монастыря во Флавиньи.
24 декабря 1697 года был назначен архиепископом Арля (в настоящее время архиепархия упразднена и присоединена к архиепархии Экс-ан-Прованса). Выбор Майи в качестве архиепископа был утверждён Святым Престолом 7 апреля 1698 года. 11 мая того же года состоялась его епископская хиротония.
12 июля 1710 года был избран новым архиепископом Реймса, получив, таким образом, один из высших постов французской церковной иерархии. Выбор утверждён папой Климентом XI 1 декабря 1710 года. Церковную жизнь Франции в этот период осложняли споры вокруг янсенизма, вносившие глубокий раскол в клир. С 1713 года споры концентрировались вокруг папской буллы Unigenitus, строго осуждавшей янсенистские положения. В то время как парижский архиепископ Луи-Антуан де Ноай испытывал к янсенистам определённые симпатии и не спешил официально принимать буллу, Франсуа де Майи её решительно поддержал и защищал её положения в спорах с противниками буллы. Университет Реймса избрал его своим ректором в 1717 году, но он отказался, потому что университет не принял эту апостольскую конституцию.
Избран кардиналом на консистории 29 ноября 1719 года. Никогда не был в Риме, из-за тяжёлой болезни не смог участвовать в Конклаве 1721 года, избравшего Иннокентия XIII.
Умер 13 сентября 1721 года в монастыре Сент-Тьерри под Реймсом, похоронен в Реймсском соборе.